# Quatre Mélodies, op. 51 de Fauré
Les Quatre Mélodies, op. 51, sont un cycle de mélodies françaises du compositeur Gabriel Fauré, écrit en 1889.

## Contexte et création

### Larmes
La première mélodie, composée en 1888 sur un poème de Jean Richepin, est dédiée à « Madame la princesse Edmond de Polignac ». Elle est publiée en 1888 par Hamelle.

### Au cimetière
La deuxième mélodie du cycle est composée en 1888 sur un poème de Jean Richepin, et elle est dédiée à « Madame Maurice Sulzbach ». Elle est publiée par Hamelle en 1888. La création a eu lieu à la Société nationale de musique le 2 février 1889 par le ténor Maurice Bagès.

### Spleen
Dédiée à « Madame Henri Cochin », la troisième mélodie est composée en 1888 sur un poème de Paul Verlaine. Elle est publiée en 1888 par Hamelle.

### La rose
Cette mélodie est composée vers 1889 et a été ajoutée à l'opus a posteriori, à la demande de son éditeur Hamelle. Composée sur un poème de Leconte de Lisle, elle est dédiée à Maurice Bagès.

## Structure
Le cycle se compose de quatre mélodies :
1. Larmes
2. Au cimetière
3. Spleen
4. La rose